# McDonald Creek Park
McDonald Creek Park är en park i Kanada.   Den ligger i provinsen British Columbia, i den södra delen av landet, 3 100 km väster om huvudstaden Ottawa. McDonald Creek Park ligger 429 meter över havet.
Terrängen runt McDonald Creek Park är bergig söderut, men norrut är den kuperad. McDonald Creek Park ligger nere i en dal. Trakten runt McDonald Creek Park är nära nog obefolkad, med mindre än två invånare per kvadratkilometer.. Närmaste större samhälle är Nakusp, 13,0 km norr om McDonald Creek Park.
I omgivningarna runt McDonald Creek Park växer i huvudsak barrskog.